# Luís Rodrigues
Luís Silva Rodrigues é um administrador de empresas português. Foi administrador da TAP Air Portugal e da SATA, sendo CEO da TAP desde março de 2023.
É mestre em Economia pela Faculdade de Economia da Universidade de Lisboa, hoje Nova SBE. Em 2003, frequentou um programa de gestão na Universidade de Harvard, concluindo o doutoramento em 2020 em Ciência Política no Instituto Superior de Ciências Sociais e Políticas da Universidade de Lisboa.
Entre 2003 e 2008, foi diretor de marketing da Portugal Telecom, sendo também CEO da Fischer entre agosto de 2008 e junho de 2009.
Entre junho de 2009 e dezembro de 2014 foi administrador executivo na 'holding' TAP SGPS e da TAP S.A, encarregada do segmento de aviação, tendo liderado a gestão de escalas em mais de 90 destinos. Criou e implementou um programa de redução global de custos da companhia, vindo a assumir as funções de chief financial officer em abril de 2014. Nessa qualidade liderou, igualmente, as áreas de Recursos Humanos, Relações Laborais, T&I, Compras, Legal, Auditoria e Serviços de Saúde.
Foi presidente do conselho de administração da TAP Manutenção e Engenharia Brasil, e administrador executivo na empresa SPdH — Serviços Portugueses de Handling, S.A.
Em abril de 2015, assumiu funções como presidente executivo (CEO) da Nova School of Business and Economics Executive Education, em Cascais, sendo professor em Estratégia, Corporate Governance e Liderança Aplicada na mesma instituição.
Luís Rodrigues entrou na SATA no final de 2019, presidindo a empresa até março de 2023, ajudando a companhia a aplicar o plano de reestruturação, batendo recordes de passageiros, após anos sucessivos de prejuízos de cerca de 50 milhões de euros.
A 6 de março de 2023, foi escolhido pelo Governo Português para substituir Christine Ourmières-Widener e Manuel Beja na administração da TAP, assumindo os cargos de diretor executivo e não executivo da empresa.